# صفیه بنت عبدالمطلب
صفیه بنت عبدالمطلب (به عربی: صفية بنت عبد المطلب) کوچکترین دختر و آخرین فرزند عبدالمطلب و همسرش هاله بنت وهیب بود. او همچنین مادر زبیر بن عوام و عمه محمد پیامبر اسلام بود.

## زندگی
صفیه دختر عبدالمطلب و هاله بنت وهیب بود.: 29  او و حمزه از یک مادر بودند. او عمه محمد و علی و خاله مادر عثمان بود. او حدودا ۶ ساله بود که پدرش درگذشت.
او پیش از اسلام با حارث بن حرب برادر ابوسفیان بن حرب ازدواج کرده بود. پس از اسلام آوردن، با عوام بن خویلد برادر خدیجه ازدواج کرد. صفیه از این ازدواج صاحب پسری به نام زبیر شد. صفیه در سال بیستم هجرت و در دوران خلافت عمر درگذشت. عمر بر پیکر او نماز گزارد و در بقیع به خاک سپرده شد.: 30 